# 12074 Carolinelau
12074 Carolinelau è un asteroide della fascia principale. Scoperto nel 1998, presenta un'orbita caratterizzata da un semiasse maggiore pari a 2,5867489 UA e da un'eccentricità di 0,1317672, inclinata di 9,44666° rispetto all'eclittica.